# Circuito Franco-Belga

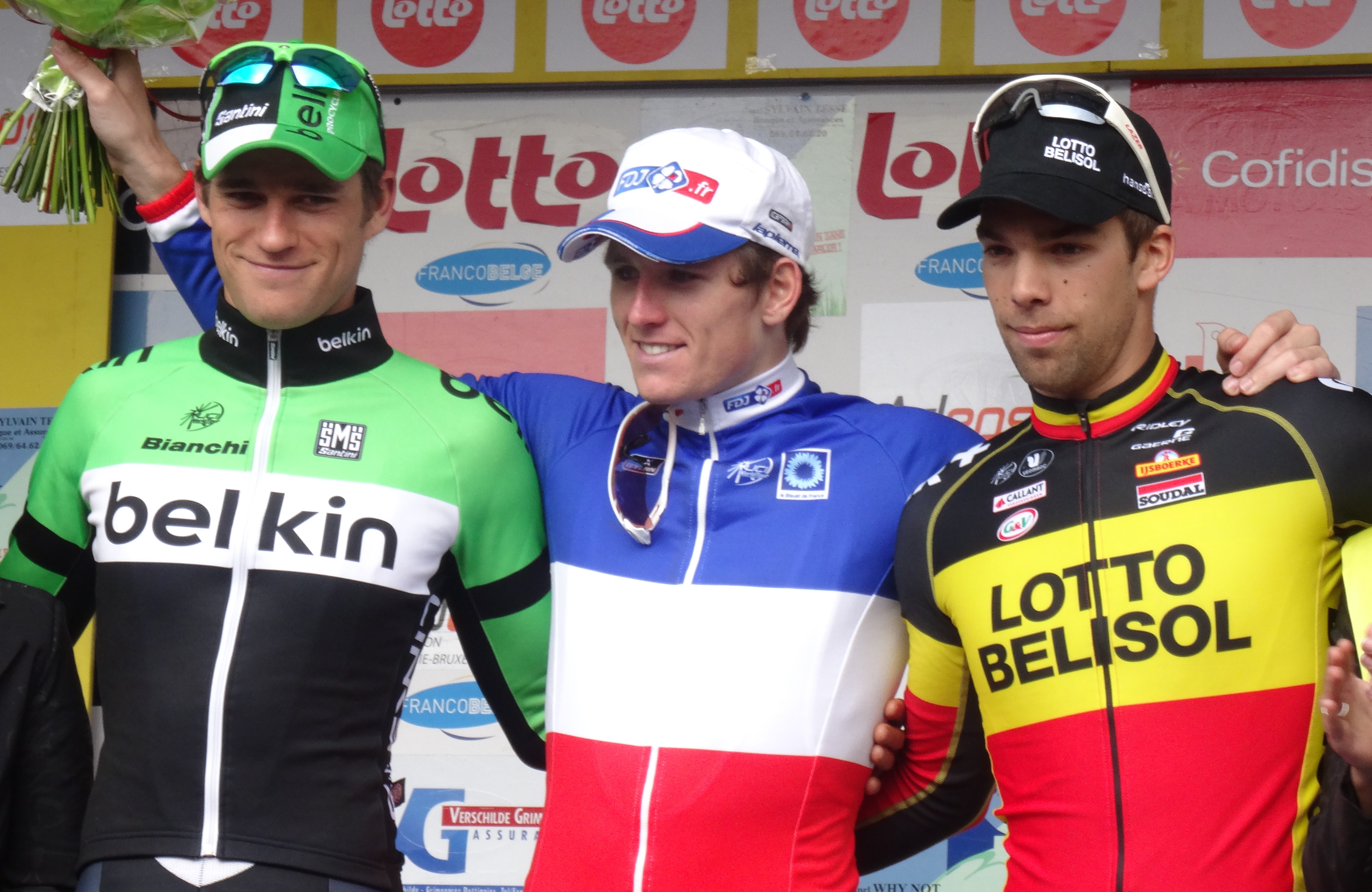
Podio de la edición 2014.

El Circuito Franco-Belga (en 2012 Tour de Wallonie Picarde-Franco-Belge y entre 2013 y 2021 Tour de Eurométropole) es una carrera ciclista profesional por etapas que se disputa anualmente entre Francia y Bélgica a fines de septiembre o principios de octubre.
Disputada desde 1924, es tradicionalmente la última carrera belga por etapas de la temporada y ha sido suspendida solo en el período 1940-1954 y en 1968. 
La carrera finaliza en la ciudad belga de Tournai y se disputa sobre cuatro etapas en línea mayormente planas que  generalmente terminan en esprint masivo. Debido a ello, las diferencias en la clasificación general rara vez son grandes.
Desde la creación de los Circuitos Continentales UCI en 2005, hasta 2015, formó parte del UCI Europe Tour dentro de la categoría 2.1. En 2016, con la reducción a un solo día, pasó a la categoría 1.1, alcanzando la categoría 1.HC en 2017.
En 2013 la prueba cambió de nombre a Tour de Eurométropole, denominación que se mantuvo hasta el año 2021 para regresar en 2022 a la original.
En 1970 tuvo dos ganadores.

## Palmarés
| Año                                                 | Ganador                            | Segundo               | Tercero                        |           |
| --------------------------------------------------- | ---------------------------------- | --------------------- | ------------------------------ | --------- |
| Circuito Franco-Belga (Circuit franco-belge)        |                                    |                       |                                |           |
| 1924                                                | Julien Perrain                     | G. D'Haene            | Camille Van De Casteele        |           |
| 1925                                                | Julien Vervaecke                   | Gaston Rebry          | Aubert Winsingues              |           |
| 1926                                                | Julien Vervaecke                   | Maurice Declerck      | Louis Vanderaspialles          |           |
| 1927                                                | Maurice Denamur                    | Valentin Tondeur      | Henri Caron                    |           |
| 1928                                                | Alfons Ghesquière                  | Rémi Decroix          | Aubert Winsingues              |           |
| 1929                                                | Alfons Ghesquière                  | Félicien Vervaecke    | Jules Pyncket                  |           |
| 1930                                                | Henri Deudon                       | Jean Dhondt           | Jules Pyncket                  |           |
| 1931                                                | Maurice Van Hee                    | André Vanderdonckt    | Leon Delobelle                 |           |
| 1932                                                | Gustave Beckaert                   | Georges Waelkens      | Albert Beckaert                |           |
| 1933                                                | Raymond Debruyckere                | Albert Vandaele       | Gerard Desmet                  |           |
| 1934                                                | Cyriel Van Overberghe              | J. Descamps           | Julien Heernaert               |           |
| 1935                                                | Cyriel Van Overberghe              | Marcel Kint           | Robert van Eenaeme             |           |
| 1936                                                | Maurice Deschamps                  | A. De Keukelaere      | Robert van Eenaeme             |           |
| 1937                                                | Louis Van Daele                    | Roger Vandendriessche | De Maerck                      |           |
| 1938                                                | Hector Lanssens                    | Victor Codron         | Roger Lanssens                 |           |
| 1939                                                | Michel Hermie                      | Julien Stadsbaeder    | Bielewets                      |           |
| 1940-1954 ediciones no realizadas                   |                                    |                       |                                |           |
| 1955                                                | Herman Decan                       | F. Castelyn           | Roger Soenens                  |           |
| 1956                                                | Georges Dequesne                   | Yves Delplanque       | Raymond Denutte                |           |
| 1957                                                | Édouard Klabinski                  | Albert Pinoy          | Louis Bodart                   |           |
| 1958                                                | François De Waegheneire            | Daniel Andries        | Horst Tüller                   |           |
| 1959                                                | Georges Dequesne                   | Jean-Marie Poppe      |                                |           |
| 1960                                                | Willy Bocklandt                    | André Durnez          | Antoon Diependaele             |           |
| 1961                                                | Laurent Christiaens                | Jean-Marie Poppe      | Willy Raes                     |           |
| 1962                                                | Roland Aper                        | Georges Dequesne      | René Couchez                   |           |
| 1963                                                | Jan Nolmans                        | Raymond Reaux         | Jan Boonen                     |           |
| 1964                                                | Robert Duponchel                   | Jan Nolmans           | Herman Van Loo                 |           |
| 1965                                                | Daniel Deprez                      | Robert Maytas         | Pierre Verberckmoes            |           |
| 1966                                                | René Chtiej                        | Yves Lepachelet       | Michel Prissette               |           |
| 1967                                                | Bernard Delaurier                  | Michel Quinchon       | Claude Neuts                   |           |
| 1968                                                | Andre Dierickx                     | Englebert Opdebeeck   | Eddy Cael                      |           |
| 1969                                                | Willy Van Mechelen                 |                       |                                |           |
| 1970                                                | Ronny Van Marcke Ronny De Bisschop |                       |                                |           |
| 1971                                                | Louis Dierckx                      | José Vanackere        | Theo Heremans Julien Knockaert |           |
| 1972                                                | Willy Govaerts                     | Roger De Beukelaer    | Johannes Hendrickx             |           |
| 1973                                                | Theo Dockx                         | Lieven Malfait        | Roger De Beukelaer             |           |
| 1974                                                | Serge Vandaele                     | Marc Steels           | Karel Sels                     |           |
| 1975                                                | David Wells                        | Étienne De Beule      | Pol Verschuere                 |           |
| 1976                                                | Géry Verlinden                     | Jimmy Kruunenberg     | Luc Capelle                    |           |
| 1977                                                | Johan Huyghe                       | Ronan Onghena         | Bernard Depuydt                |           |
| 1978                                                | Jean-Pierre Vrancken               | Dirk Vermeersch       | Michel Demeyre                 |           |
| 1979                                                | Jan Bogaert                        | Jan Wijnants          | Michel Demeyre                 |           |
| 1980                                                | Rudy Delehouzée                    | Ronald Van Avermaet   | Ivan Verhaegen                 |           |
| 1981                                                | Jozef Lieckens                     | Eric Staes            | René De Brucker                |           |
| 1982                                                | Rudy Dhaenens                      | Jos Haex              | Allan Peiper                   |           |
| 1983                                                | Benno Wiss                         | Daniel Heggli         | Martin Durant                  |           |
| 1984                                                | Benno Wiss                         | Jörg Müller           | Eddy Haelemeersch              |           |
| 1985                                                | Guido Winterberg                   | Søren Lilholt         | Detlef Macha                   |           |
| 1986                                                | Othmar Haefliger                   | Dan Radtke            | Jens Heppner                   |           |
| 1987                                                | Luc Govaerts                       | Huub de Vries         | Rudy De Vijlder                |           |
| 1988                                                | Nico Roose                         | Ronny Thomas          | Yves Cossemijns                |           |
| 1989                                                | Viacheslav Yekímov                 | Dimitri Zhdanov       | Daniël Van Steenbergen         |           |
| 1990                                                | Uwe Preißler                       | Stephen McGlede       | Johan Van Den Dries            |           |
| 1991                                                | John Hughes                        | Laurent Desbiens      | David Spears                   |           |
| 1992                                                | Erwin Thijs                        | Vladimir Muravskis    | Leif Eriksen                   |           |
| 1993                                                | Sven Teutenberg                    | Dainis Ozols          | Miika Hietanen                 |           |
| 1994                                                | Dainis Ozols                       | Arvis Piziks          | Steve Rover                    |           |
| 1995                                                | Romāns Vainšteins                  | Tadeusz Rizi          | Mijailo Jalilov                |           |
| 1996                                                | Koos Moerenhout                    | Marc Streel           | Frank Høj                      |           |
| 1997                                                | Mario Aerts                        | Hans De Clercq        | Geert Van Bondt                |           |
| 1998                                                | Frank Høj                          | Koen Beeckman         | Grzegorz Gwiazdowski           |           |
| 1999                                                | Tayeb Braikia                      | Bert Roesems          | Andreas Klier                  |           |
| 2000                                                | Daniele Nardello                   | Thierry Marichal      | Sylvain Chavanel               |           |
| 2001                                                | Chris Peers                        | Jacky Durand          | Remco van der Ven              |           |
| 2002                                                | Robbie McEwen                      | Tom Boonen            | Christoph von Kleinsorgen      |           |
| 2003                                                | Gerben Löwik                       | Nico Mattan           | Dave Bruylandts                |           |
| 2004                                                | Jimmy Casper                       | Steven de Jongh       | Nico Mattan                    |           |
| 2005                                                | Marco Zanotti                      | Jimmy Casper          | Sébastien Hinault              |           |
| 2006                                                | Gert Steegmans                     | Danilo Hondo          | Olivier Kaisen                 |           |
| 2007                                                | Kevin Van Impe                     | Mark Cavendish        | Philippe Gilbert               |           |
| 2008                                                | Juan Antonio Flecha                | Sébastien Rosseler    | Jürgen Roelandts               |           |
| 2009                                                | Tyler Farrar                       | Tom Boonen            | Roger Hammond                  |           |
| 2010                                                | Adam Blythe                        | Sep Vanmarcke         | Jakob Fuglsang                 |           |
| Tour de Valonia-Picardía (Tour de Wallonie Picarde) |                                    |                       |                                |           |
| 2011                                                | Robbie McEwen                      | Tom Veelers           | Christopher Sutton             |           |
| Tour de Eurométropole (Eurométropole Tour)          |                                    |                       |                                |           |
| 2012                                                | Jürgen Roelandts                   | Juan Antonio Flecha   | Maarten Wynants                |           |
| 2013                                                | Jens Debusschere                   | John Degenkolb        | Tyler Farrar                   |           |
| 2014                                                | Arnaud Démare                      | Jens Debusschere      | Theo Bos                       |           |
| 2015                                                | Alexis Gougeard                    | Martijn Keizer        | Jürgen Roelandts               |           |
| 2016                                                | Dylan Groenewegen                  | Oliver Naesen         | Tom Boonen                     |           |
| 2017                                                | Daniel McLay                       | Kenny Dehaes          | Anthony Turgis                 |           |
| 2018                                                | Mads Pedersen                      | Jean-Pierre Drucker   | Oliver Naesen                  |           |
| 2019                                                | Piet Allegaert                     | Florian Sénéchal      | Jasper Stuyven                 |           |
| 2020                                                | cancelada                          | cancelada             | cancelada                      | cancelada |
| 2021                                                | Fabio Jakobsen                     | Jordi Meeus           | Mads Pedersen                  |           |
| Circuito Franco-Belga (Circuit franco-belge)        |                                    |                       |                                |           |
| 2022                                                | Alexander Kristoff                 | Dries Van Gestel      | Victor Campenaerts             |           |
| 2023                                                | Arnaud De Lie                      | Rasmus Tiller         | Corbin Strong                  |           |
| 2024                                                | Biniam Girmay                      | Axel Zingle           | Marc Hirschi                   |           |
| 2025                                                | Jonas Abrahamsen                   | Corbin Strong         | Eduard Prades                  |           |

Notas:
- Entre 1924 y 2015 la competencia fue por etapas y desde 2016 pasó a ser una carrera de 1 día.
- La edición de 1970 constó de 2 etapas ganadas respectivamente por Ronny Van Marcke y por Ronny De Bisschop, pero se desconoce el nombre del ganador final, por lo que en diferentes palmarés se señalan como vencedores a los ganadores de cada etapa.

## Palmarés por países
| País                                     | Victorias | Último vencedor             |
| ---------------------------------------- | --------- | --------------------------- |
| Bélgica                                  | 43        | Arnaud De Lie en 2023       |
| Francia                                  | 12        | Alexis Gougeard en 2015     |
| Suiza                                    | 4         | Othmar Haefliger en 1986    |
| Reino Unido                              | 4         | Daniel McLay en 2017        |
| Países Bajos                             | 4         | Fabio Jakobsen en 2021      |
| Dinamarca                                | 3         | Mads Pedersen en 2018       |
| Polonia                                  | 2         | René Chtiej en 1966         |
| República Democrática Alemana + Alemania | 2         | Sven Teutenberg en 1993     |
| Letonia                                  | 2         | Romāns Vainšteins en 1995   |
| Italia                                   | 2         | Marco Zanotti en 2005       |
| Australia                                | 2         | Robbie McEwen en 2011       |
| Noruega                                  | 2         | Jonas Abrahamsen en 2025    |
| Unión Soviética                          | 1         | Viacheslav Yekímov en 1989  |
| España                                   | 1         | Juan Antonio Flecha en 2008 |
| Estados Unidos                           | 1         | Tyler Farrar en 2009        |
| Eritrea                                  | 1         | Biniam Girmay en 2024       |

## Estadísticas

### Más victorias
| Ciclista              | Victorias | Años        |
| --------------------- | --------- | ----------- |
| Julien Vervaecke      | 2         | 1925 y 1926 |
| Alfons Ghesquière     | 2         | 1928 y 1929 |
| Cyriel Van Overberghe | 2         | 1934 y 1935 |
| Georges Dequesne      | 2         | 1983 y 1984 |
| Benno Wiss            | 2         | 1956 y 1959 |
| Robbie McEwen         | 2         | 2002 y 2011 |

### Victorias consecutivas
- Dos victorias seguidas:
  -  Julien Vervaecke (1925, 1926)
  -  Alfons Ghesquière (1928, 1929)
  -  Cyriel Van Overberghe (1934, 1935)
  -  Benno Wiss (1983, 1984)